# Прикол (озеро)
Прикол — озеро, розташоване на території Новозаводського району Чернігівської міськради (Чернігівська область). Тип загальної мінералізації — прісне. Походження — річкове (заплавне). Група гідрологічного режиму — стічне.

## Географія
Довжина-1,5 км. Ширина: середня — 0,06 км, найбільша — 0,1 км.
Озеро розташоване в заплаві (правий берег) Десни: на півдні Новозаводського району Чернігівської міськради на захід від проспекту Миру. Озерна улоговина витягнутої форми з північного сходу на південний захід, де північно-східний край розширюється. На східному краю озера розташований острів. У період повені з'єднується протоками з озером Монастирське і Десною. З озера витікає струмок, який впадає в Десну безпосередньо на захід від залізничної лінії Чернігів-Київ. На північному заході примикають садово-дачні ділянки, північніше — Монастирське озеро.
Береги пологі. Береги заростають прибережною рослинністю (очерет звичайний), а водне плесо — водною (кушир занурений, глечики жовті, види роду рдесник). Береги частково зайняті насадженнями листяних порід дерев. Краї улоговини переходять у водно-болотні ділянки.
Живлення: дощове та ґрунтове, частково шляхом сполучення з Десною. Взимку замерзає.